# 마니소바
마니소바(브라질 포르투갈어: maniçoba)는 브라질 북부, 특히 파라주를 비롯한 아마존 지역에서 즐겨 먹는 전통 음식이다. 포르투갈어로 "마니바(maniva)"라 불리는 삶은 카사바 잎을 콩 대신 쓴다는 점을 빼면 페이조아다와 거의 같은 방식으로 조리되기 때문에, "파라식 페이조아다"라는 뜻인 페이조아다 파라엔시(브라질 포르투갈어: feijoada paraense)라 불리기도 한다. 파라주의 주도인 벨렝에서 10월 둘째 주에 기념하는 시리우 지 나자레 기간 동안 흔히 점심 식사로 먹는다.

## 만들기
카사바 잎에는 청산이 들었기 때문에, 일주일간 삶아 독성을 제거한다. 이렇게 만든 마니바(카사바 잎을 갈아 삶은 것)에 돼지고기나 쇠고기, 베이컨, 소시지 등 여러 가지 부재료를 추가해 조리한다. 쌀밥, 파리냐 등과 함께 낸다.